# Keppenburg
El Keppenburg (o Castillo Keppenbach) es la ruina de un castillo  a una altitud de aproximadamente 455 m sobre el Monte del Castillo por encima del caserío Sägplatz del barrio Reichenbach del municipio Freiamt en Baden-Wurtemberg, Alemania. Fue construido en el curso de la minería de plata en la región para la protección y administración en el siglo XII y destruido durante la guerra de los campesinos. Solo a finales del siglo XIX, más de 350 años después de su destrucción, trabajadores forestales descubrieron los restos del castillo Keppenbach.